# Palazzo Basadonna Manin
Il palazzo Basadonna Manin è un palazzo seicentesco di Padova, che si trova presso il ponte di Santa Maria in Vanzo (oggi detto San Gregorio Barbarigo) in contrà San Michele (ora riviera Tiso da Camposampiero).
Il palazzo fu costruito sul finire del Seicento su preesistenze acquistare intorno al 1683 da Girolamo Basadonna, già podestà di Padova, nominato nel 1682 riformatore dello Studio.
La grande residenza si trovava in comoda posizione, poco distante dell'antica cerchia muraria comunale "la mura vecchia" e agevolmente lambita dal Naviglio reso accessibile alla navigazione da un imbarcadero ancora in parte visibile.
La costruzione, elevata sopra sei fornici, si alza su quattro livelli. Il piano nobile è mosso da complessa finestratura, balaustri e trifora, che si ripete superiormente, ma in modo contenuto.
Per l'edificio, A. Calore segnala un possibile intervento di Antonio Gaspari o di Domenico Margutti.
Con la morte di Girolamo Basadonna (1697) il Palazzo passò al figlio Pietro che lo passò in eredità alla figlia Maria, maritata con Ludovico Alvise Manin. Il palazzo passò quindi al figlio Ludovico, ultimo doge, che usò molta attenzione nella cura della proprietà, nella quale soggiornò in più di qualche sporadica occasione. Fu Ludovico con i fratelli a voler espandere il palazzo sul fianco verso San Michele, con una grande scuderia aperta da quattro snelle arcate su progetto di Filippo Rossi, che curò pure gli edifici "di capriccio" come serre e casinetti e il rinnovo del vano scala, ampliato verso la facciata  sull'ampio giardino retrostante, rivolto a meridione. Nel 1794 si segnalò un ultimo intervento, il restauro dei balaustri e delle balconate del prospetto.